# Картаго (провінція)
Карта́го (ісп. Carthago), в перекладі з іспанського «Карфаген» — одна з 7 провінцій Коста-Рики.

## Географія
Знаходиться в центральній частині країни. Межує з провінціями Лимон на сході і Пунтаренас на заході. Адміністративний центр — місто Картаго. Місто Картаго з моменту заснування в 1563 році було столицею Коста-Рики до 1823 року.
Площа — 3125 км². Населення — 490 903 чол. (2011).
Найвища точка провінції — пік Серро де ла Мюерт, розташований на висоті 3600 метрів над рівнем моря. На північний захід від міста Картаго знаходиться вулкан Турріальба. Це другий за величиною вулкан в Коста-Риці і єдиний в країні, що дозволяє спуститися в один з його трьох кратерів і спостерігати поблизу вторинну вулканічну діяльність. Неподалік від Турріальби розташований інший вулкан — Ірасу. Вулкан має кілька кратерів, в одному з них (кратері Дієго-де-ла-Айя (глибина 100 м)) утворилося озеро з сильно мінералізованою водою, яка змінює колір від червоного до зеленого.

## Цікаві факти
У кантоні Турріальба знаходиться археологічний пам'ятник Гуаябо — древнє індіанське місто, населене від 1000 року до н. е. Розвиток міста досяг піку близько 800 м н. е., коли в ньому проживало близько 10 тис. чоловік. Близько 1400 року місто було покинуте.

## Кантони
Провінція розділена на 8 кантонів:
| № | Найменування | Адміністративний центр | Площа (км) | Населення чол. (2010) | Утворений           |
| - | ------------ | ---------------------- | ---------- | --------------------- | ------------------- |
| 1 | Картаго      | Картаго                | 287,77     | 155 402               | 7 грудня 1848 року  |
| 2 | Параїсо      | Параїсо                | 411,91     | 68 872                | 7 грудня 1848 року  |
| 3 | Ла-Уніон     | Трес Ріос              | 44,83      | 105 612               | 7 грудня 1848 року  |
| 4 | Хіменес      | Хуан Винас             | 286,43     | 13 816                | 19 серпня 1903 року |
| 5 | Турріальба   | Турріальба             | 1642,67    | 70 630                | 19 серпня 1903 року |
| 6 | Альварадо    | Пакаяс                 | 81,06      | 12 290                | 9 липня 1908 року   |
| 7 | Ореамуно     | Сан-Рафаель            | 202,31     | 44 650                | 17 серпня 1914 року |
| 8 | Ель-Гуарко   | Техар                  | 167,69     | 38 054                | 26 липня 1939 року  |
|   | Всього:      |                        | 3 124,67   | 509 326               |                     |

## Економіка
Картаго — одна з найменших за площею провінцій Коста-Рики, але при цьому за економічними показниками займає лідируюче місце.

## Галерея

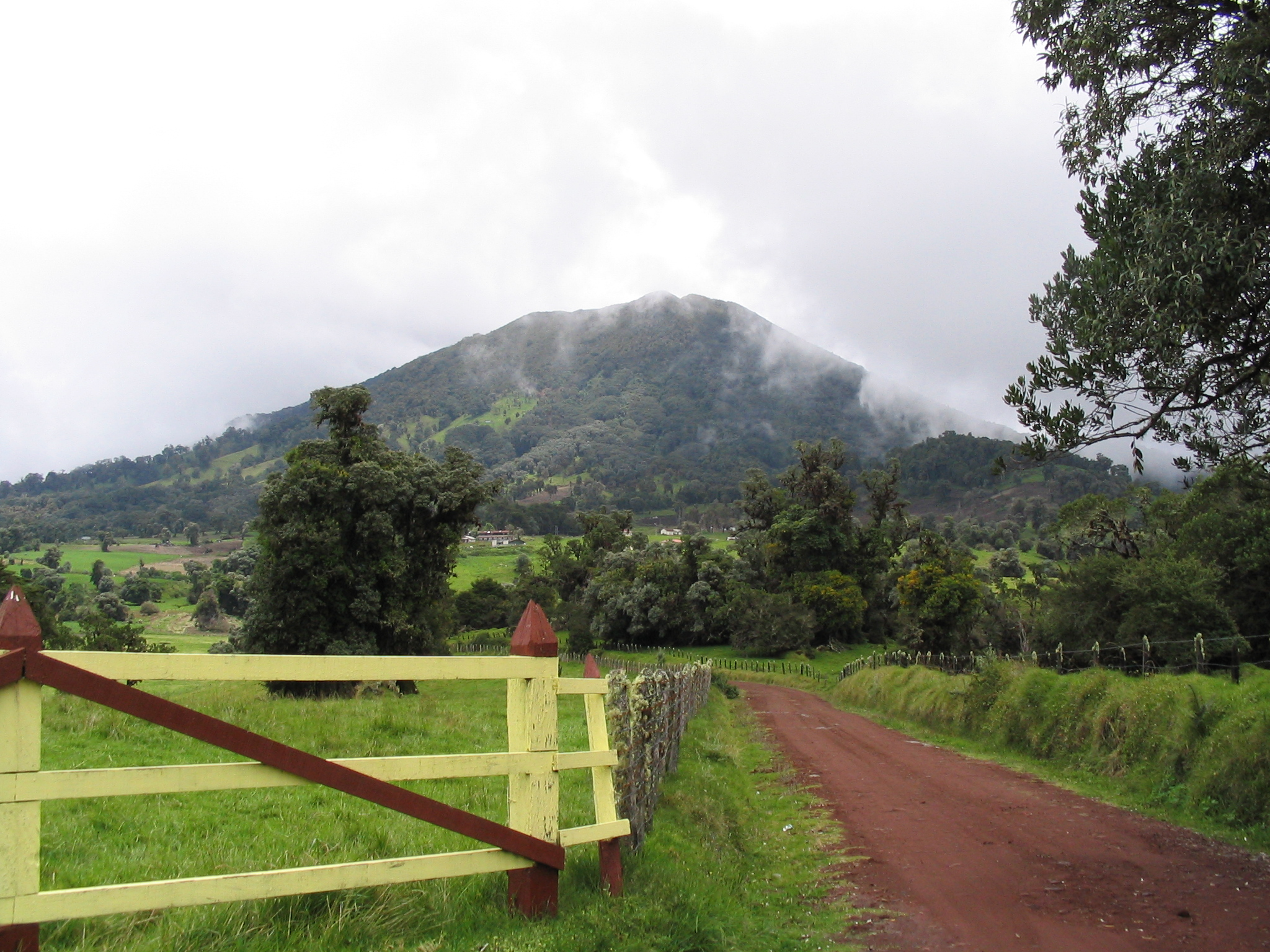
Вулкан Турріальба
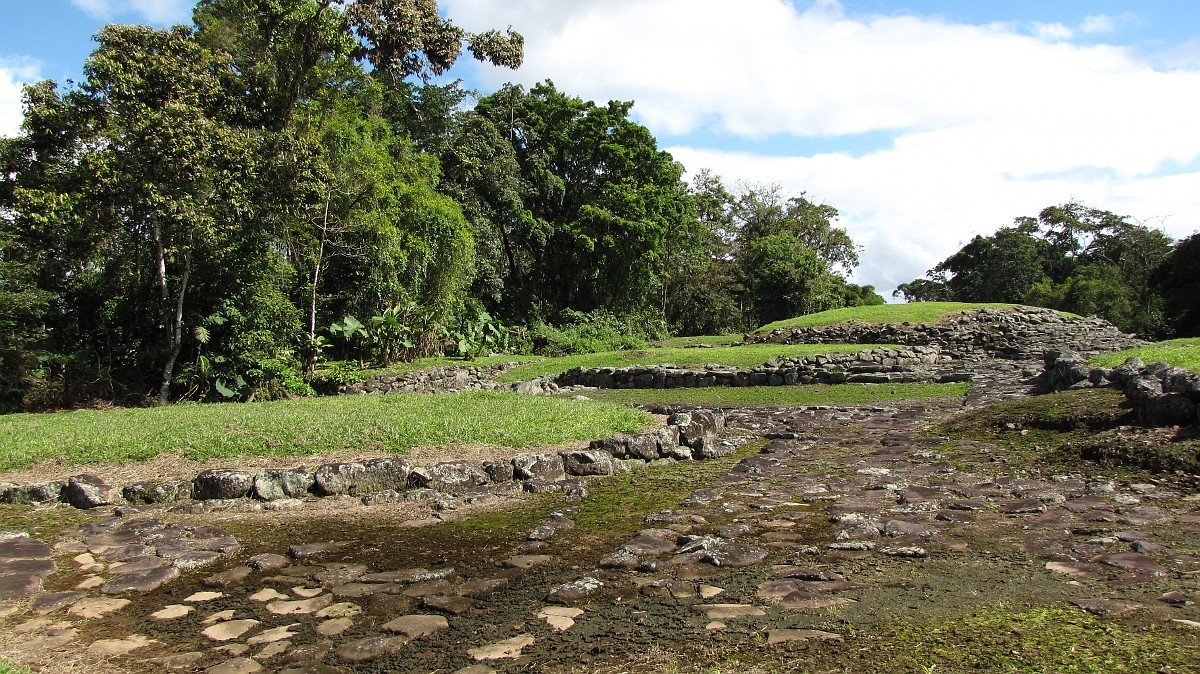
Гуаябо
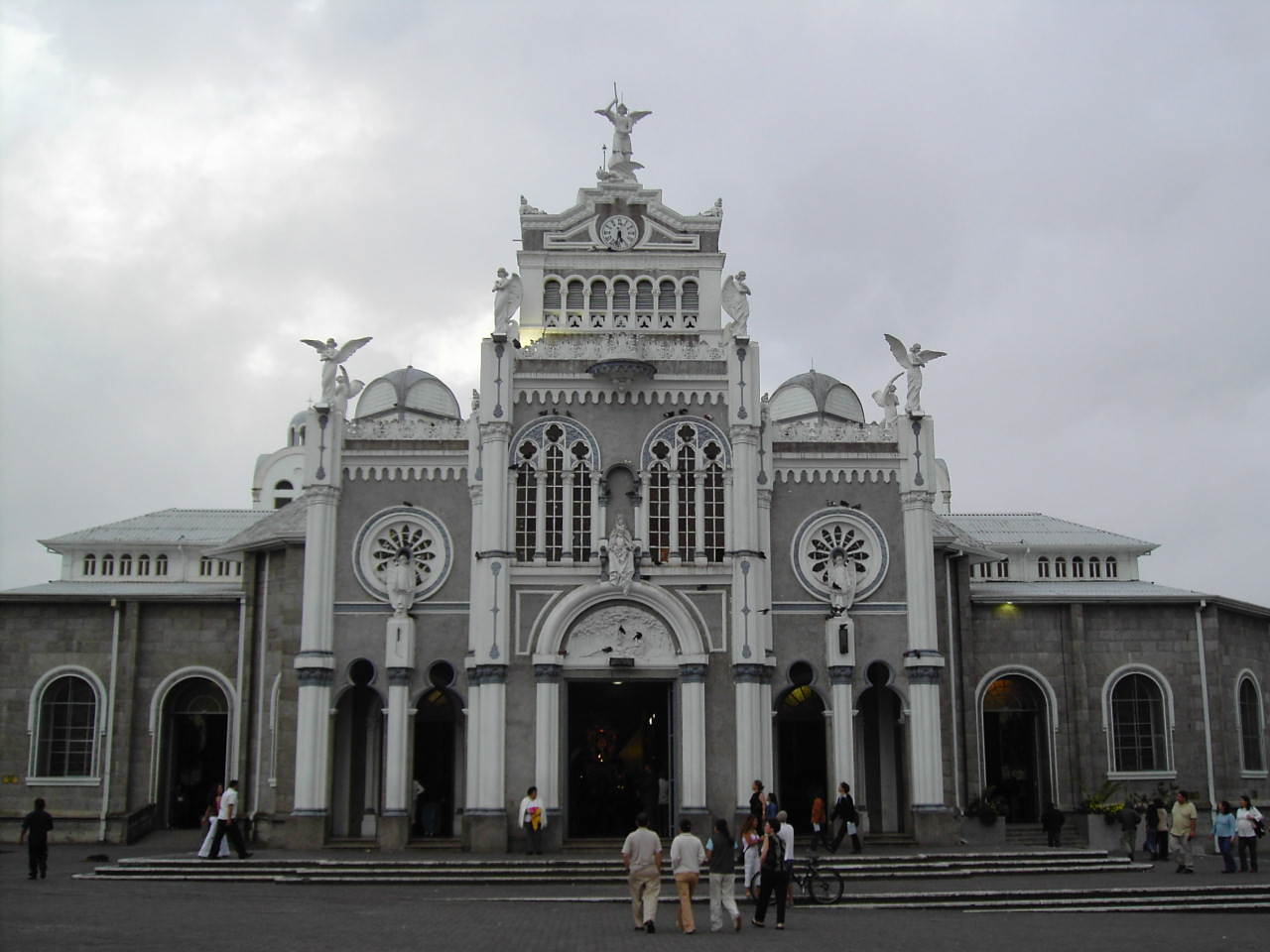
Базиліка Нуестра-Сеньйора-де-лос-Анхелес («Богоматір ангелів») в Картаго
Кратер Ірасу

| Коста-Рика | Це незавершена стаття з географії Коста-Рики. Ви можете допомогти проєкту, виправивши або дописавши її. |